# Извилина (мозг)

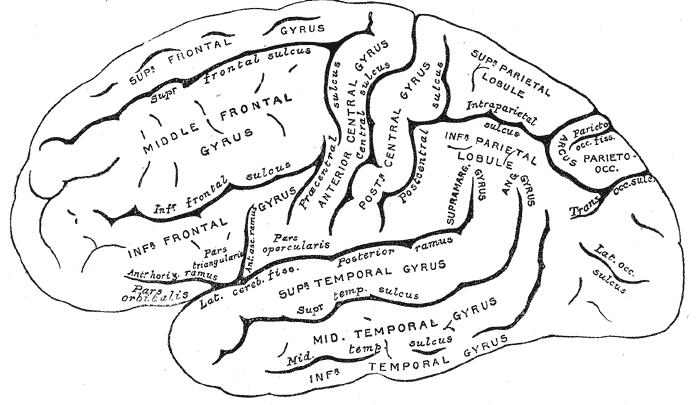
Латеральная поверхность левого полушария (иллюстрация из «Анатомии» Грея)

Медиальная левого полушария (иллюстрация из «Анатомии» Грея)

В нейроанатомии изви́лина (лат. gyrus, множ. gyri) — выступы (складки), лежащие между бороздами (углублениями) на поверхности полушарий конечного мозга. Борозды и извилины создают характерную «морщинистую» поверхность полушарий головного мозга человека и некоторых других млекопитающих.
Кора каждой извилины связана белым веществом с другими извилинами своего и противоположного полушария, а также с нижележащими образованиями мозга.

## Эволюционные причины появления
Извилины и борозды позволяют анатомически увеличить поверхность коры больших полушарий и объём серого вещества относительно белого вещества без существенного увеличения объёма черепной коробки. Из-за расположения мозговых структур внутри черепа увеличение объёма мозга ограничено размерами черепа. Эволюционное появление борозд и извилин позволило увеличить поверхность коры для возникновения более сложных когнитивных структур внутри того же объёма черепа.
В 2016 году в журнале Nature Physics были опубликованы результаты исследований, согласно которым складки и извилины в коре головного мозга формируются не какой-то сложной генетической программой, а геометрией и физической формой растущего мозга, механически «сжимающегося» в борозды и извилины в процессе роста. Эта «эволюционная инновация» позволяет «упаковать» большую по площади кору в небольшой объём черепа.

### Развитие
Человеческий мозг проходит стадию гирификации во время фетального и неонатального развития. Во время эмбрионального развития мозг млекопитающих начинает формироваться в виде гладких структур из нервной трубки. Кора больших полушарий без извилин называется лиссэнцефалической, что означает «гладкий мозг». По мере развития плода формируются извилины и борозды коры головного мозга.

## Клиническое значение

### Врождённые пороки развития
Нарушения структуры извилин коры больших полушарий связаны с различными пороками развития, в число которых входят пахигирия, лиссэнцефалия и полимикрогирия. Эти патологии возникают из-за аномальной миграции нейронов в связи с генетическими и иными нарушениями. Ненормальная структура поверхности коры больших полушарий является важной причиной возникновения эпилепсии и умственной отсталости.
Пахигирия («толстые извилины») — врождённый порок развития полушарий головного мозга, при котором извилины коры утолщённые, широкие и плоские. При этом пороке мозга часто наблюдается эпилепсия и задержки развития.
Лиссэнцефалия («гладкие мозги») — врождённый порок развития, вызванный расстройством миграции нейронов в период с 12-й по 24-ю неделю беременности, из-за чего недостаточно (или совсем) не развиваются извилины и борозды. При агирии наблюдается полное отсутствие извилин.
Полимикрогирия («много маленьких извилин») — врождённый порок развития, характеризующийся аномальной складчатостью кортикальных слоёв, может быть связан со слиянием поверхности извилин.
Клинически пороки развития извилин проявляются слабоумием, спастическими парезами, параличами, судорогами, эпилептическими припадками.

### Сифилис
При прогрессивном параличе может возникать очаговая атрофия извилин в лобных и височных долях.

## Список извилин конечного мозга
- Верхняя лобная извилина, лат. gyrus frontalis superior
- Средняя лобная извилина, лат. gyrus frontalis medius
- Нижняя лобная извилина, лат. gyrus frontalis inferior, состоит из трёх частей: (1) покрышечная лат., pars opercularis, (2) треугольная лат., pars triangularis, и (3) глазничная лат., pars orbitalis
- Медиальная лобная извилина, лат. gyrus frontalis medialis
- Верхняя височная извилина, лат. gyrus temporalis superior
- Средняя височная извилина, лат. gyrus temporalis medius
- Нижняя височная извилина, лат. gyrus temporalis inferior
- Латеральная затылочно-височная извилина, лат. gyrus occipitotemporalis lateralis
- Медиальная затылочно-височная извилина, лат. gyrus occipitotemporalis medialis
- Паратерминальная извилина, лат. paraterminal gyrus
- Прямая извилина, лат. gyrus rectus
- Глазничные извилины, лат. gyri orbitales
- Парагиппокампальная извилина, лат. gyrus parahippocampalis
- Поперечные височные извилины, лат. gyri temporales transversi
- Язычная извилина, лат. gyrus lingualis
- Прецентральная извилина, лат. gyrus praecentralis
- Постцентральная извилина, лат. gyrus postcentralis
- Надкраевая извилина, лат. gyrus supramarginalis
- Угловая извилина, лат. gyrus angularis
- Длинная извилина островка, лат. gyrus longus insulae
- Короткие извилины островка, лат. gyri breves insulae
- Поясная извилина, лат. gyrus cingula
- Зубчатая извилина, лат. gyrus dentatus
- Сводчатая извилина, лат. gyrus fornicatus